# Scunthorpe United FC
Scunthorpe United Football Club is een Engelse voetbalclub uit de stad Scunthorpe. De ploeg komt uit in de National League North, het zesde niveau van het Engels voetbalsysteem. Het team draagt de bijnaam "The Iron" en heeft het grootste deel van de clubgeschiedenis in een bordeaux en blauw thuistenue gespeeld. Ze spelen hun thuiswedstrijden op Glanford Park, nadat ze in 1988 waren verhuisd van hun oorspronkelijke stadion, de Old Show Ground.

## Historie
De club werd opgericht in 1899 en werd professional nadat ze in 1912 toetrad tot de Midland League. Ze werden gekroond tot kampioen van de Midland League in de seizoenen 1926/27 en 1938/39 en werden in 1950 verkozen tot de Football League. Ze promoveerden vervolgens in 1958 als kampioen van de Third Division North en brachten zes seizoenen door in de Second Division voordat ze in 1964 terug degradeerden naar de Third Division en in 1968 naar de Fourth Division. Scunthorpe United bracht 34 van de volgende 37 seizoenen door in de kelderklasse van het Engelse profvoetbal. Trainer Brian Laws zag de club aan het einde van het seizoen 2004/05 uit League Two promoveren en zijn opvolger, Nigel Adkins, leidde de club naar de League One-titel in het seizoen 2006/07. Scunthorpe bracht slechts één seizoen door in de Championship, maar door de overwinning in de play-offfinale van League One in 2009 promoveerde de club terug naar de Championship. Ze bleven op het tweede niveau totdat ze door twee degradaties in evenveel jaren in 2013 afdaalden naar het vierde niveau. Scunthorpe promoveerde aan het einde van het seizoen 2013/14 naar League One, voordat ze in 2019 weer degradeerde naar League Two. In 2022 degradeerde Scunthorpe United naar de National League, waarmee een einde kwam aan een periode van 72 jaar in de English Football League. Het daaropvolgende seizoen verliep dramatisch en Scunthorpe daalde wederom af, naar niveau zes van de Engelse voetbalpiramide.
In het begin van de 21e eeuw heeft de club een reputatie opgebouwd voor het ontwikkelen van veelbelovende jonge spitsen, nadat ze Billy Sharp, Martin Paterson en Gary Hooper voor miljoenen hebben verkocht. De club werd ook beschouwd als een van de financieel meest voorzichtige in het Engelse voetbal, aangezien het een van de slechts drie in de top vier divisies was die schuldenvrij was. Die status veranderde in 2018 nadat werd aangekondigd dat een lening van £2 miljoen van de vertrekkende voorzitter Steven Wharton hielp om de club financieel stabiel te houden. In september 2022 zou de club "reëel gevaar lopen om failliet te gaan" nadat een voorgestelde overname was mislukt; de verkoop van de club aan een nieuwe eigenaar, David Hilton, werd uiteindelijk bevestigd in januari 2023. Aan het einde van het seizoen volgde echter een tweede degradatie op rij.

## Eindklasseringen vanaf 1946/47
- 1947 4e
Alliance Premier League
- 1948 2e
Alliance Premier League
- 1949 4e
Alliance Premier League
- 1950 3e
Alliance Premier League
- 1951 12e
Third Division North / South
- 1952 14e
Third Division North / South
- 1953 15e
Third Division North / South
- 1954 3e
Third Division North / South
- 1955 3e
Third Division North / South
- 1956 9e
Third Division North / South
- 1957 14e
Third Division North / South
- 1958 1e
Third Division North / South
- 1959 18e
Second Division
- 1960 15e
Second Division
- 1961 9e
Second Division
- 1962 4e
Second Division
- 1963 9e
Second Division
- 1964 22e
Second Division
- 1965 18e
Third Division
- 1966 4e
Third Division
- 1967 18e
Third Division
- 1968 23e
Third Division
- 1969 16e
Fourth Division
- 1970 12e
Fourth Division
- 1971 17e
Fourth Division
- 1972 4e
Fourth Division
- 1973 24e
Third Division
- 1974 18e
Fourth Division
- 1975 24e
Fourth Division
- 1976 19e
Fourth Division
- 1977 20e
Fourth Division
- 1978 14e
Fourth Division
- 1979 12e
Fourth Division
- 1980 14e
Fourth Division
- 1981 16e
Fourth Division
- 1982 23e
Fourth Division
- 1983 4e
Fourth Division
- 1984 21e
Third Division
- 1985 9e
Fourth Division
- 1986 15e
Fourth Division
- 1987 8e
Fourth Division
- 1988 4e
Fourth Division
- 1989 4e
Fourth Division
- 1990 11e
Fourth Division
- 1991 8e
Fourth Division
- 1992 5e
Fourth Division
- 1993 14e
Third Division
- 1994 11e
Third Division
- 1995 7e
Third Division
- 1996 12e
Third Division
- 1997 13e
Third Division
- 1998 8e
Third Division
- 1999 4e
Third Division
- 2000 23e
Second Division
- 2001 10e
Third Division
- 2002 8e
Third Division
- 2003 5e
Third Division
- 2004 22e
Third Division
- 2005 2e
League Two
- 2006 12e
League One
- 2007 1e
League One
- 2008 23e
Championship
- 2009 6e
League One
- 2010 20e
Championship
- 2011 24e
Championship
- 2012 18e
League One
- 2013 21e
League One
- 2014 2e
League Two
- 2015 16e
League One
- 2016 7e
League One
- 2017 3e
League One
- 2018 5e
League One
- 2019 23e
League One
- 2020 20e
League Two
- 2021 22e
League Two
- 2022 24e
League Two
- 2023 23e
National League
- 2024 2e
National League North
- 2025 2e
National League North

- Second Division
- Third Division
- Fourth Division
- Championship
- League One
- League Two
- National League
- National League North

ⓘ In 1992 invoering van de Premier League en opheffing van de Fourth Division; in 2004 opheffing van de First, Second en Third Division.

## Bekende (oud-)spelers
- Gary Hooper
- Sam Johnstone
- Kevin Keegan
- Shelton Martis
- Kevin van Veen
- Etiënne Esajas